# Амелин, Анатолий Гаврилович
Анатолий Гаврилович Амелин (24 сентября 1907 года — 15 июня 1987 года) — советский учёный в области автоматизации химико-технологических процессов, дважды лауреат Сталинской премии.

## Биография
Родился 24 сентября 1907 г. в Мариуполе.
Окончил 7-летнюю школу, в 1921—1923 гг. работал рассыльным в милиции Мариуполя.
В 1923—1925 гг. учился в ФЗУ при заводе им. Ильича в Мариуполе, по окончании которого получил направление в Одесский химико-технологический институт.
После окончания института работал на Константиновском химическом заводе (г. Константиновка, Донецкая область, Украинская ССР): аппаратчик, мастер, начальник смены.
В 1933—1936 гг. — начальник сернокислотного цеха завода «Нефтегаз» № 1.
С 1936 г. — начальник лаборатории контактной серной кислоты НИУИФ им. Я. В. Самойлова. В 1945—1946 гг. в командировке в Германии, инженер-эксперт по химическому оборудованию
В 1942 г. защитил кандидатскую, в 1947 г. — докторскую диссертацию. Старший научный сотрудник (1942), профессор (1949).
В 1951—1958 гг. работал по совместительству в Институте автоматики и телемеханики АН СССР (ИАТ).
В 1970—1981 гг. — зав. кафедрой ОХТ Московского химико-технологического института им. Д. И. Менделеева.
Автор учебников и монографий.
Умер 15 июня 1987 года в Москве.

## Награды
- Заслуженный деятель науки и техники РСФСР
- Сталинская премия (1951)
- Сталинская премия III степени (10 апреля 1942) — за разработку способа интенсификации контактных аппаратов и новой схемы производства контактной серной кислоты

- орден «Знак Почёта» (1942, 1951 и 1967)
- медали
- знак «Отличник Наркомхимпрома»
- знак «Отличник Министерства химической промышленности»